# Mike Tempesta
Mike Tempesta est un guitariste rock ayant œuvré pour Powerman 5000 jusqu'en 2005. Il a également été membre du Human Waste Project, mais est maintenant membre de Scum of the Earth.